# Badanka

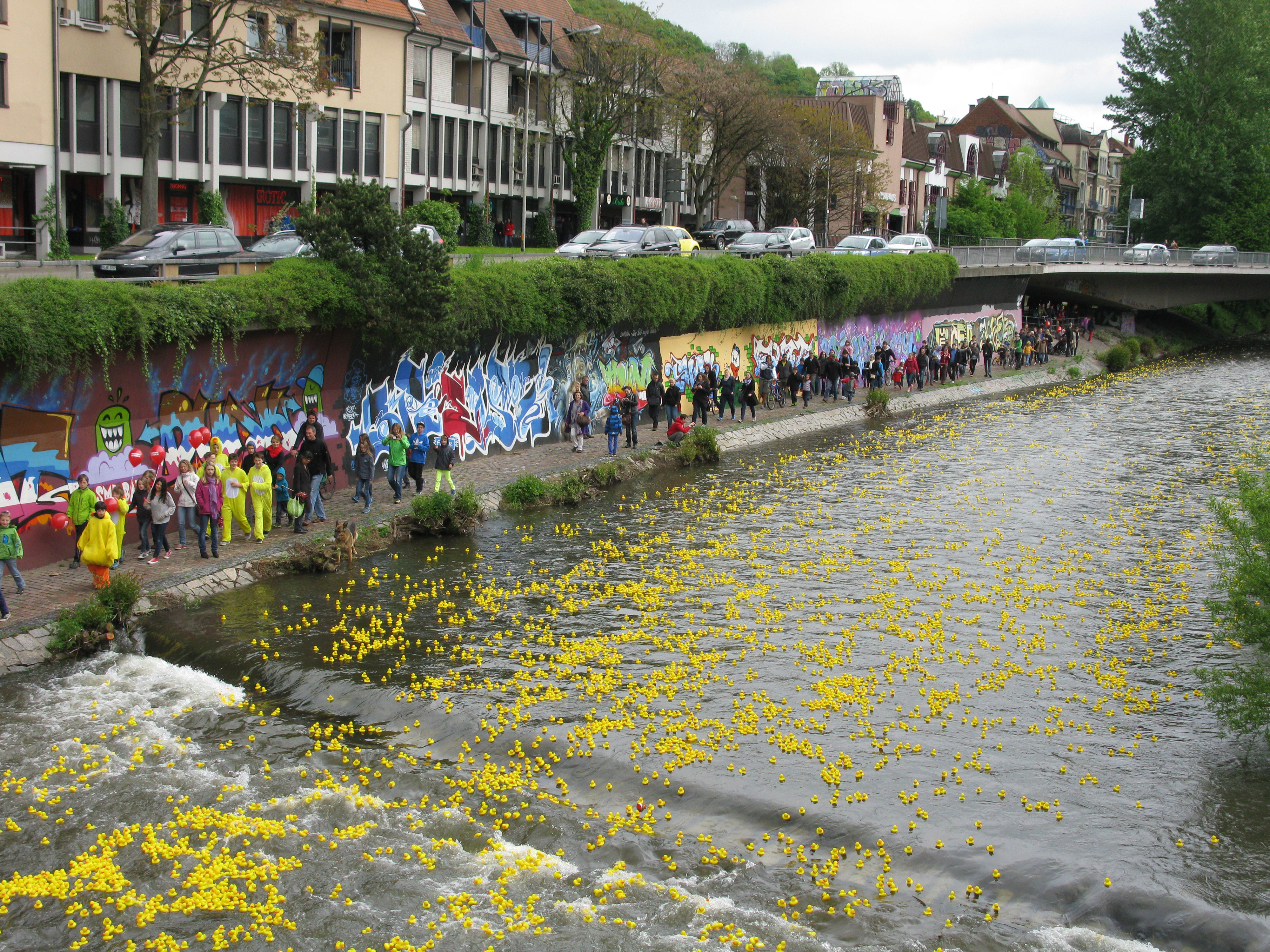
Ankrace i Freiburg i Tyskland.

En badanka är en leksak eller dekoration som är formad som en anka. Materialet är gummi eller något gummiliknande material, vanligen vinylplast.
Badankor är vanligen gjorda för att lekas med vid bad. De är då ofta gjorda så att leksaken producerar ett enkelt pipande ljud om man klämmer till. På dyrare modeller kan ljudet istället vara ett genuint kvackande ljud precis som en riktig anka. Badankor kan ofta ha hål i näbben så att man genom att klämma på den kan få ankan att spruta vatten. De är normalt konstruerade så att de flyter när de hamnar i vattnet.
Det är inte känt vem som skapade den första badankan men det är troligt att detta skedde i slutet av 1800-talet när andra leksaker i gummi började produceras. Inom populärkulturen har figuren Ernie i TV-programmet Sesam gjort gummiankan känd, särskilt med sången Rubber Duckie.
En välkänd användning för denna leksak har varit när organisationer har anordnat gummianksrace. Detta har ofta använts för att samla in pengar till något behjärtansvärt ändamål. Deltagarna har då fått köpa en plastanka och den vars anka kommer först i mål har vunnit pris. Världens första gummianksrace hölls 1988.

## Friendly Floatees
År 1992 blåste 350 containrar med last, varav en container med 29 000 badleksaker – bävrar, sköldpaddor och ankor – överbord från ett fraktskepp i norra Stilla havet vid 45 breddgraden på väg från Kina till Seattle. Vinden och havsströmmarna gjorde att tusentals av dessa ankor spolades upp på Alaskas stränder och ett hundratal fortsatte genom Berings sund omkring 1995 och blev infrusna i Norra ishavet. Fem år senare, år 2000, hittades de första utanför Newfoundland i norra Atlanten. Därigenom fick forskningen ny kunskap om hur havsströmmarna samverkar. Badankorna visade sig tåla naturkrafterna väl, eftersom de är tillverkade för att motstå hårdhänt behandling från små barn.